# Nokia 3650
Nokia 3650 – pierwszy po Nokii 7650 smartphone z serii 60 posiadający system operacyjny Symbian.
Posiada kamerę VGA, wyświetlacz z 12-bitowym kolorem, kołową klawiaturę oraz slot na karty pamięci MMC o maksymalnej pojemności karty 1024 MB. Jej odpowiednikiem w GSM 850/1900 jest Nokia 3600. Model został zastąpiony przez modele: Nokia 3620 i Nokia 3660.